# San Juan Coatzospam
San Juan Coatzospam là một đô thị thuộc bang Oaxaca, México. Năm 2005, dân số của đô thị này là 2019 người.